# Augustin Peel
Le Dr Augustin Louis Joseph Peel, né le 25 septembre 1872 à Courtrai et y décédé le 22 février 1949  est homme politique belge flamand, membre du parti catholique.
Peel fut docteur en médecine, chirurgie et obstétrique.

## Carrière politique
- 23/11/1903-17/12/1929: conseiller communal à Courtrai;
- 16/04/1920-31/03/1927: échevin à Courtrai ;
- 03/02/1911-20/11/1921: député de l'arrondissement de Courtrai en suppléance d'Edouard Busschaert, décédé;

## Sources
- Bio sur ODIS
- De eerste wereldoorlog als breekpunt in het politiek leven te Kortrijk 1910-1932, Luc Pauwels, Gand, 1980.